# 乌尔德里科·塞尔戈
乌尔德里科·塞尔戈（義大利語：Ulderico Sergo，1913年7月4日—1967年2月20日），意大利男子拳击运动员。他曾代表意大利参加1936年夏季奥林匹克运动会拳击比赛，获得男子雏量级金牌。